# Daniel Muñoz (labdarúgó)
Daniel Muñoz Mejia (Amalfi, 1996. május 26. –) kolumbiai válogatott labdarúgó, az angol Crystal Palace hátvédje.

## Pályafutása

### Klubcsapatokban
Muñoz a kolumbiai Amalfi városában született. Az ifjúsági pályafutását az Águilas Doradas csapatában kezdte el.
2017-ben mutatkozott be az Águilas Doradas felnőtt keretében, két év alatt nyolcvanegy bajnoki mérkőzésen lépett pályára a csapatban. 2019 és 2020 között a szintén élvonalbeli Atlético Nacional csapatában futballozott. 2020 nyarán a belga élvonabeli Genk csapatához szerződött; a klubbal 2021-ben belga kupagyőzelmet ünnepelt.

### A válogatottban
Muñoz 2021-ben debütált a kolumbiai felnőtt válogatottban; tagja volt a 2021-es Copa América bronzérmes csapatnak.

## Sikerei, díjai
Genk
- Belga labdarúgókupa: 2020–2021